# 聴覚障害者

聴覚障害者の国際シンボルマーク。(なお、現在は2003年に行われた世界ろう連盟会議をもって使用を取りやめになっている。)
日本においては別に「耳マーク」と呼ばれるマークが存在する。

聴覚障害者（ちょうかくしょうがいしゃ）とは、聴覚に障害がある（耳が聞こえない・聞こえづらい）人のことである。

## 概要
聴覚障害者は身体障害者のうち、聴覚器に感覚鈍磨を生じる聴覚障害（聴力障害）を持つ者であり、感覚器障害者の一種である。聴覚障害者にはろう者（聾者）のほか、軽度難聴から高度難聴などの難聴者、成長してから聴覚を失った中途失聴者、加齢により聴力が衰える老人性難聴者が含まれる。健常者及び聴覚障害を持たない障害者のことを総じて聴者または健聴者と呼ぶ。
聴覚障害者のうち、ろう者の定義は多義的である。一般には音声言語の基本的習得前に重度の聴覚障害をもち、補聴器の装用を行っても音がほとんど聞こえないか識別困難で、主に手話を使って生活する聴覚障害者をいう。ろう者は健聴者や難聴者と異なる独特のろう文化を形成していることがある。漢字の「聾」を分解すると、上記のように「龍」「耳」になることから、日本ではタツノオトシゴが聴覚障害者の象徴として使われており、全日本ろうあ連盟をはじめ、一部の聴覚障害者団体のシンボルマークに用いられている。
聴覚障害者は情報障害者あるいはコミュニケーション障害者の一種であるとも言える。これは聴覚・音声による情報取得や情報伝達というコミュニケーションに困難を生じる障害と言えるからである。聴覚障害者は一般的に外見から障害者と判断されにくく、第三者から障害の有無や程度を判別することが難しい「見えない障害」の一種である。
障害の程度により身体障害者手帳が取得できない軽度聴覚障害者であっても、生活に困難を感じる程度が比例するとは限らない。重度聴覚障害者とは異なった点で不自由を感じていても、手帳という客観的な書類がないために合理的配慮を申し出ることができないケースもある。このようないわゆる福祉制度の谷間と言われる状態にある聴覚障害者は日本国内でおよそ600万人ほどいると推定されている。

### 原因
聴覚障害の原因には先天性風疹症候群や遺伝による先天性と、様々な原因による後天性がある。後者には、病気（流行性耳下腺炎、外耳炎、中耳炎、内耳炎、メニエール病など様々）、薬の副作用（ストレプトマイシンが代表的）、点滴の副作用、長期間にわたる重度騒音や頭部への衝撃、精神性ストレスによる突発性難聴、加齢などがある。機能性難聴（心因性難聴）は聴覚障害に含まれず、精神障害に区分される。一般的に、聴覚障害者は聴覚以外に身体的欠陥はないが、重複障害を持つものもある。例えば、重度難聴者（ろう者）の場合は音声機能障害を併発することがある。また、聴覚障害の原因が内耳疾患の場合は平衡機能障害を併発することがある。

### 分類
聴覚障害のタイプには、伝音性と感音性と混合性がある。伝音性は内耳までの間の音を伝える経路に原因がある場合で、感音性は内耳から奥の聴覚神経や脳へ至る神経回路に問題がある場合である。混合性は伝音性と感音性の2つが合わさったものである。
さらに、両方の耳に同時に症状が現れる両側性難聴とどちらか一方の耳にのみ症状が現れる一側性難聴に分けられる。なお一側性難聴かつ逆側の耳が健聴の場合もしくは逆側の耳が軽度難聴の場合（この場合は両側性に分類される）、日本の現行制度では難聴は存在するが身体障害者手帳は交付されず、障害者とはみなされない。
言葉の意味として、聴覚はセンサー機能について述べ、聴力は聞く能力について述べているといえる。つまり、ある特定の聴覚神経が欠けていると、その波長の音は聞こえない。一方、聴力は聞き取る能力が低下したりする場合にいう。大きな騒音環境にいて、一時的に聞こえの能力が低下した場合は聴力低下という。

### 治療、対処
医師の診断に基づき、主に言語聴覚士によって各種の検査、評価、訓練、指導がなされる。
発話訓練
生まれつき、または3～5歳までの言語機能形成期に聴覚を失ったり、聴力に低下を来した場合、発話障害を伴う場合がある。しかし、最近の聾学校では性能が発達した補聴器の装用で発話訓練を十分に行うようになっている。このため、昔は聾唖（ろうあ）・瘖唖（いんあ）と呼ばれたが、最近では発話面の障害がないことが多いため聾者（ろうしゃ）と呼ばれることが多い。ちなみに、「聾」・「瘖」は聞こえないこと、「唖」は話せないことを指す。
補聴器
加齢などで聞こえの程度に不自由を生じた場合、補聴器を装用することが多い。集音器や拡声器と異なり、補聴器では特定周波数の音圧を上げることができる。ただし、特定周波数をとらえる聴覚神経が欠損している場合もあり、補聴器を装用したからといって、必ずしも健康な状態と同等の聞こえになるとは限らない。患側耳のマイクに入った音を健側耳のスピーカーに流すクロス型補聴器も登場している。
人工内耳
聴神経に音が伝わらない場合、内耳の中に電極を挿入して、補聴システムでとらえた音声信号を電気信号に変えて、その電極から聴覚神経へ直接伝える人工内耳が普及してきた。電極の数に制限があり、一方残存聴覚神経にも個体差があるため、電子回路で患者一人一人に合わせた信号補正を行っている。人工内耳の手術後も言語聞き取りのために訓練期間が必要になってくる。同様な人工聴覚器として人工中耳や聴性脳幹インプラント、埋込型骨導補聴器が登場している。
文法訓練
聴覚障害教育で「9歳の壁」「9歳の峠」と言う言葉が使われているが、これは重度聴覚障害者のコミュニケーション能力が小学3～4年生で停滞してしまう現象を指す。同学年から抽象的思考や文章の複雑化が始まるため、音声言語非習得者が躓きやすい。聴覚障害教育では早期に文法訓練などを実施して克服を図っている。
新生児聴覚スクリーニング（新生児聴覚検査）
出生後早期に産科・小児科において他覚的聴力検査を実施することで先天性難聴の早期発見を目的としている。スクリーニングで要再検査と判定された新生児に対しては耳鼻咽喉科に引き継ぎ精密検査を実施する。
義耳
耳介の機能が何らかの理由で失われた場合に装用する人工耳介（顔面エピテーゼの一種）を義耳という。形成外科の領域であるが、耳介がないことによる伝音性難聴の治療に使われる。

## 聴覚障害の程度

### 程度による区分

#### 純音聴力レベルによる区分
聴覚障害の程度は、医学的にはデシベル(dB)で区分する。デシベルとは音圧レベルの単位であり、音の大きさが大きいほど高い値を示す。これにより健康な場合に対しどれだけ聞こえが悪くなったか（大きな音でないと聞こえないか）が示される。
| dB  | 聴覚障害      | 聞こえの程度           |
| --- | ------------- | ---------------------- |
| 0   | 聴者          |                        |
| 10  | 聴者          | ささやき声             |
| 20  | 聴者          | ささやき声             |
| 30  | 軽度難聴      |                        |
| 40  | 軽度難聴      | 普通の会話             |
| 50  | 中度難聴      | 普通の会話             |
| 60  | 中度難聴      |                        |
| 70  | 高度難聴      | 大声                   |
| 80  | 高度難聴      | 大声                   |
| 90  | 高度難聴      | 怒鳴り声               |
| 100 | ろう 重度難聴 | ガード下での鉄道走行音 |
| 110 | ろう 重度難聴 | 地下鉄走行音           |
| 120 | ろう 重度難聴 |                        |
| 130 | ろう 重度難聴 | 飛行機のエンジン音     |

日本では両耳で70dB以上もしくは患側耳90dB以上かつ健側耳50dB以上になると、身体障害者手帳を交付される。40dB前後を超えると「話すのにやや不便を感じる」レベルになる。聴覚障害による身体障害者手帳の取得者は推計29,7万人である。身体障害者手帳が交付されない40～70dBの人達も含めると、聴覚障害者は日本全国で約600万人いると言われる。そのうち、約75%は加齢に伴う老人性難聴である。
世界保健機関(WHO)では25dB超で軽度難聴とし、成人40dB超・児童30dB超は中度難聴として補聴器の装用を推奨している。また、デフリンピックの参加資格である聾者は55dB以上である。日本においても国際基準同等の障害判定基準に緩和するデシベルダウン運動が全日本難聴者・中途失聴者団体連合会の提唱で行われている。

#### 語音弁別能による区分
聴覚障害の程度は語音明瞭度で区分することもできる。日本では単音明瞭度の検査（語音弁別検査）で正答率が50%以下になると、身体障害者手帳を交付される。聴覚情報処理障害のように音節明瞭度や了解度に関する正答率が低くても単音明瞭度の結果が良好である場合、2019年時点では聴覚障害と判定されない。語音明瞭度や了解度が低い場合は「音として聞こえるが言葉として聞き取れない」状態である。このような場合は補聴効果が低いため、補聴器の限界を理解した上で装用する必要がある。

### 平均聴力レベルの計算式
平均聴力レベルは次の計算式で求める。日本国内では労働災害の認定に6分法を用い、身体障害者認定に4分法を用いる。日本国外では世界保健機関(WHO)『難聴及び聴力低下の予防のためのプログラム (Programme for the Prevention of Deafness and Hearing loss:PDH)』が示す4分法などが用いられる。いずれも左右別に周波数ごとの最小可聴値を代入して平均値を求める。オージオメーターの最大出力でも測定不能である場合はスケールアウトとして最大出力値に5dBを加えた値を最小可聴値と見なして計算する。ただし100dBの音が聴取できない場合は、実際のオージオメーターの最大出力値にかかわらず105dBと見なして計算する。
3分法
平均聴力レベル{\displaystyle ={\frac {500Hz+1kHz+2kHz}{3}}}
4分法（日本）
平均聴力レベル{\displaystyle ={\frac {500Hz+(1kHz*2)+2kHz}{4}}}
6分法
平均聴力レベル{\displaystyle ={\frac {500Hz+(1kHz*2)+(2kHz*2)+4kHz}{6}}}
4分法 (PDH)
平均聴力レベル{\displaystyle ={\frac {500Hz+1kHz+2kHz+4kHz}{4}}}

## コミュニケーション手段と情報保障

### 手話・指文字
ろう者、中途失聴者を中心に手話と言う身振り手振りを用いた非音声言語でコミュニケーションをとる。手話は音声言語と同じように文化的・歴史的背景から各地域で違いがあり世界共通というわけではない。日本では主にろう者に話者が多い日本手話及び中途失聴者に話者が多い日本語対応手話の2つが使われる。
手話は単なる意思疎通の手段として捉えられていたが、言語脳科学での研究で音声言語と同様に左脳で理解されていることがわかるなど、音声言語と同様に高度な一言語として捉えられるようになった。手話のほか指文字もコミュニケーション手段として頻繁に使用される。
情報保障の一つとして手話通訳があるが、テレビ電話の普及により手話・指文字が遠距離通信の選択肢の一つにのぼるようになり、テレビ電話を介した手話通訳も可能になった。また、日本語対応手話を書記日本語に変換するスマートフォン向けアプリケーションが実用化されている。補聴器を装用することで会話が可能な軽度難聴から高度難聴者の場合、もしくは重度難聴者であっても音声言語を習得後に聴覚を失った中途失聴者の場合、手話や指文字を習得していない場合が多い。
手話においては非手指要素である口型（マウスジェスチャー）を用いるものがあり、話者の口や顔の下半分が隠れる状態では判読が困難になることがあるため、マスク着用時は非手指要素を使わない表現選択や文脈に考慮を要する。

### 筆談・空書
聴覚障害者は筆記用具を持ち歩いていることが多く、手話等を解さない人とは、正確を期すため筆談をすることがある。筆記具がない場合には空間に向かって人差し指で文字を示す空書が用いられる。情報保障として、全文をそのままの形で伝える筆談の他に要約筆記が行われる。遠距離通信には手紙や電報をはじめテレックスやファクシミリなどが使われていたが、パソコン通信やインターネットなど情報通信技術の普及後は電子メールやショートメッセージサービス、テキストチャット、インスタントメッセンジャー、ソーシャル・ネットワーキング・サービスなどが多用されるようになった。NTTドコモが2017年より音声認識技術を用いて、スマートフォン向けみえる電話・みえる留守電サービスを提供している。また、同様に人工知能、音声認識及び合成音声技術を用いた対面会話補助アプリケーションや、アクリル板に表示する自動字幕システムが開発されている。
日本では主に日本語を用いるが、手話との区別のため特に書記日本語と称する場合がある。

### 口話
軽度難聴から高度難聴者の場合は、補聴器を使用して音声言語による会話（口話）を行うことができる。ただしカクテルパーティー効果が働かない者や音の方向覚が鈍い者、聴覚補充現象で必要以上の刺激を受ける者などがいるため、複数人で同時に話さないなどの配慮をする必要がある。電話の場合は補聴器の磁気誘導コイル（テレコイル）機能を使用するか、骨伝導受話器・音量調節機能付き電話機を使用することで対応できる場合がある。会議・イベント施設によっては磁気誘導コイル機能を使用する放送設備（磁気誘導ループ）や赤外線補聴システム、FM補聴システムなどの補聴援助システムが使用できることもある。日本では主に日本語を用いるが、手話との区別のため特に音声日本語と称する場合がある。

### 読話
口形や唇の形を用いたコミュケーション手段として読唇術の一種である読話がある。口話を補助するために読話を併用している聴覚障害者もおり、マスクなどで相手の口元が隠れていると聞き取りが困難になる場合がある。

### 字幕放送
聴覚障害者への情報提供においては視覚情報を提供することが効率的である。日本においては文字多重放送によるテレビ字幕放送とデータ放送、音声認識技術を利用したリアルタイム字幕放送による字幕・文字放送が行われている。アメリカにおいてはクローズドキャプション技術により字幕放送が行われている。

### 電話リレーサービス
通訳オペレータを介して、電話での双方向会話を行うサービス。「聴覚障害者等による電話の利用の円滑化に関する法律」（令和2年法律第53号）が制定され、令和2年12月1日に施行されたことを受けて制度化された。

### その他
聴覚障害者は離れた場所のチャイムやブザーの音が聞こえないことがある。呼び出しの際は手元用受信機で音を鳴らすか、光や振動などの代替手段で通知をする必要がある。聴覚障害者向けの会話補助用品として、磁気や感圧式液晶パネルを用いた書字板やホワイトボード、指差し会話カードなどが使われている。

#### 援助依頼
聴覚障害者がヘルプマークもしくは「耳マーク」を提示する場合、次のことで援助を求めていることがある。
今何が起きているのですか
例えば鉄道やバスが非常停止した場合に構内・車内において案内放送が行われるが、視覚による案内は後回しになりがちである。この時に情報保障を周囲の第三者に求めることがある。これを提示された場合は案内放送の内容を筆談などで伝達することを期待される。
私の代わりに電話をかけていただけますか
聴覚障害者の場合、電話による会話が困難であるか全くできない場合がある。電話をしなければいけない事態に迫られたとき、周囲の第三者に代理で電話をすることを求めることがある。これを提示された場合は、聴覚障害者と通話先の相手との間に立って伝達することを期待される。NTT東日本とNTT西日本では、電話お願い手帳として簡易的な会話カードを配布している。
筆談をしてください
聴覚障害者の場合、障害の程度や周囲の環境によって口話ができない場合がある。これを提示された場合は筆談で応対することを期待される。
口元を見せて会話してください
聴覚障害者の中には唇の動きを見て判読する読話を口話の補助として使う場合がある。これを提示された場合、マスクを外すなど口元を聴覚障害者の方に見せて会話することを期待される。
呼び出し時に教えてください
聴覚障害者は音声による呼び出し時に気づくことができず、不在扱いとして後回しにされることがある。これを提示された場合、呼び出し時に接触して呼びかけを行うなどの配慮を期待される。

## 医療と支援
小児の聴覚障害者に対しては、聴力のみでなく言語や発達等も含めた総合的アプローチが取られる。具体的には、医師の診断に基づき、聴力確定に必要な各種の聴覚検査、補聴器のフィッティング、聴覚能言語指導、言語発達の評価が言語聴覚士によってなされる。さらに、新生児、早期乳児 に対する聴覚検査やスクリーニング検査から確定診断に至るまでの保護者の精神面に対する支援も求められている。成人においても、主に言語聴覚士によって、各種の聴覚検査をはじめとして、補聴器適合検査や人工内耳マッピング、各種の訓練やリハビリテーションがなされている。

## 障害者権利条約
国連では2006年に障害者権利条約が採択され2008年に発効した。障害者権利条約では手話を音声言語と同レベルの言語としており、法制度でも手話を一つの言語として位置づける国が多くなっている。

## 欧米

### アメリカ合衆国
アメリカでは1990年に新法として障害を持つアメリカ人法（ADA; Americans with Disabilities Act of 1990）が制定された。アメリカ社会はもともと多民族・多言語・多文化社会であることから、聴覚障害についても障害（disabilities）ではなく違った能力（different abilities）と捉える認識が広まりつつある。

### ドイツ
1920年に重度障害者の雇用法が制定され、1974年4月に重度障害者の雇用、職業、社会における統合の保障に関する法律（重度障害者法）に全面改正された。この当時の障害者施策の方針は、障害による不利益を補填するものであったが、1990年代以降に障害者差別の禁止と機会の均等、バリアフリー推進へと転換していった。1994年にドイツ連邦共和国基本法（憲法）の第42回改正が行われ、障害者差別を禁止する規程が追加された。それに伴い、重度障害者法とリハビリテーション給付関連の法律を統合した社会法典第9編が成立した。社会法典第9編には重度障害者証明書の規程がある。これは聴覚障害に限らず、健康上の特徴を示す証明書として用いられ、公的支援を受けるために必要なものである。

### フランス
1975年に障害者基本法を制定し、政令及び通達をもって運用している。フランスでは聴覚障害に限らず、永続的な障害を持つことを証明するカードが発行されている。このカードは県の特別教育委員会または職業指導・職業再配置専門委員会が審査をして交付する。

## 日本

### 障害者基本法
2011年（平成23年）7月29日、手話を「言語」と規定した改正障害者基本法案が参議院本会議で全会一致で可決、成立し、8月5日に公布された。この改正によって、日本で初めて手話の言語性が法律に規定された。この後、2013年（平成25年）には全国で初めて鳥取県が手話は言語であることを明確に記した手話言語条例を制定した。2014年（平成26年）には北海道上川郡新得町でも手話に関する基本条例が施行されるなど自治体でも動きが出てきている。また、生まれつきの聴覚障害者として初めて明石市議会議員に当選した家根谷敦子が2015年（平成27年）6月22日に手話による一般質問を行った。

### 身体障害者福祉法
日本では身体障害者福祉法によって身体障害者等級を定めている。聴覚障害の程度に応じて、以下の等級の身体障害者手帳が交付される。
以下は、「身体障害者福祉法施行規則別表第5号」の「身体障害者障害程度等級表」による。
| 級別 | 障害程度                                                                               |
| ---- | -------------------------------------------------------------------------------------- |
| 1級  | 該当なし                                                                               |
| 2級  | 両耳の聴力レベルがそれぞれ100dB以上のもの（両耳全ろう）                                |
| 3級  | 両耳の聴力レベルが90dB以上のもの（耳介に接しなければ大声語を理解し得ないもの）         |
| 4級  | 両耳の聴力レベルが80dB以上のもの（耳介に接しなければ話声語を理解し得ないもの）         |
| 4級  | 両耳による普通話声の最良の語音明瞭度が50%以下のもの                                    |
| 5級  | 該当なし                                                                               |
| 6級  | 両耳の聴力レベルが70dB以上のもの（40cm以上の距離で発声された会話語を理解し得ないもの） |
| 6級  | 一側耳の聴力レベルが90dB以上、他耳の聴力レベルが50dB以上のもの                         |
| 7級  | 該当なし                                                                               |

同一の等級について2つの重複する障害がある場合は、1級上の級とする。ただし、2つの重複する障害が特に本表中に指定されているものは、該当等級とする。異なる等級について2つ以上の重複する障害がある場合については障害の程度を勘案して、当該等級より上の級とすることができる。5級および7級の欄には記載がない。
また片側のみの難聴（一側性難聴）は等級外となるため、障害があっても制度上は障害者と見なされない。

### 障害者雇用促進法
障害者雇用促進法における聴覚障害者は、以下の通り障害者雇用促進法別表第2項に記載された程度の永続する障害を持つ者が対象となる。同表に記載される障害の程度は身体障害者手帳4級または6級に該当することから、雇用主は身体障害者手帳をもって確認する。ただし、厚生労働省のガイドラインによると、当面の間は都道府県知事の指定する医師（身体障害者福祉法第15条指定医）もしくは産業医による診断書で代えることができることとされている。
| No. | 障害程度                                                     |
| --- | ------------------------------------------------------------ |
| イ  | 両耳の聴力レベルが70dB以上のもの                             |
| ロ  | 一耳の聴力レベルが90dB以上、他耳の聴力レベルが50dB以上のもの |
| ハ  | 両耳による普通話声の最良の語音明瞭度が50%以下のもの          |

### 障害者総合支援法
聴覚障害者は障害者総合支援法（旧障害者自立支援法）によって、自立支援給付と地域生活支援事業を受けることができる。特に聴覚障害者に関わりが深い給付・事業は行動援護や自立訓練、就労移行支援、就労継続支援、共同生活援助、自立支援医療費（育成医療・更生医療）、補装具費（補聴器）、手話通訳者派遣などである。いずれも身体障害者手帳の所持を前提としているが、地方自治体単独事業として手帳の取れない18歳未満の軽度・中等度難聴児に対する補聴器購入費用助成事業を行っている都道府県がある。

### 学校教育法

#### 教育機関
2006年度までは、聾学校が聴覚障害を対象とした特殊教育諸学校として機能していたが、2007年度の特別支援学校制度の開始に伴い、「聴覚障害を教育領域とする特別支援学校」が、聴覚障害者に対する教育機関となった。かつては、聾学校教諭(専修・1種・2種)の免許状の取得が必要であった(実質的には骨抜き規定で、一般の小・中・高の免許状を取得していれば教えることが可能であった)が、特別支援学校教諭免許状の制度が開始されたことにより、同免許の「聴覚障害者に関する教育領域」とする免許に変更され、旧聾学校の免許保有者は、「聴覚障害を教育領域とする特別支援学校教諭免許状」を保有している、と読み替えられる（骨抜き規定である点は、現在も変わっていないが、正式採用後に授与されることは推奨される）。
なお、聴覚障害者に対する教育は聾教育とも呼ばれるが、学校教育法上は「聴覚障害教育」とされ、概念的には、「（心身に障害のある幼児、児童又は生徒の）教育課程及び指導法」を包括したものとなる（この場合の「心身」とは「聴覚」のことを指す）。

#### 聴覚障害教育と教職課程
「聴覚障害者に関する教育領域」を取得できる教職課程を設置した大学は、旧養護学校免許状に相当する「知的障害者に関する教育領域」・「肢体不自由者に関する教育領域」・「病弱者(身体虚弱者を含む。)に関する教育領域」の3教育領域を取得できる課程設置校に比べると絶対数が少ない(ただし、「視覚障害に関する教育領域」を取得可能な教職課程を設置している大学に比べると、その数は比較的多い)。大学通信教育においては、星槎大学が2024年4月から、「聴覚障害」と「視覚障害」を含む、5領域全てを取得できる課程を設置した。

#### 学校保健安全法
学校保健安全法に基づき、児童・生徒・学生及び教職員は1年に1度健康診断を実施する。検査項目に聴力が含まれているが、一部の学年では省略することができると定められている。

### 難病法
厚生労働省による難治性疾患克服研究事業の対象に聴覚障害を引き起こす突発性難聴と特発性両側性感音難聴、メニエール病、遅発性内リンパ水腫、ミトコンドリア病が含まれていたが、2009年に追加指定されたミトコンドリア病を除き特定疾患治療研究事業対象疾患の対象では無く、個人医療費の公費助成はなかった。2015年よりミトコンドリア病は難病法の対象疾患に指定され、続く2017年に特発性両側性感音難聴に年齢要件が加えられた若年発症型両側性感音難聴ならびに遅発性内リンパ水腫について指定が行われて難病医療費助成の対象となった。指定難病に含まれない突発性難聴・メニエール病について、地方自治体単独の特定疾患治療研究事業として医療費助成を行っているところもある。

### 国民年金法・厚生年金保険法
一定程度の障害を持つ聴覚障害者は障害基礎年金・障害厚生年金・障害手当金を受給することができる。
障害の程度は国民年金法施行令別表及び厚生年金保険法施行令別表第1・第2並びに障害認定基準第2章併合等認定基準による。詳しくは「障害年金」を参照。
| 級                   | 号   | 障害程度                                                                  | 根拠令    |
| -------------------- | ---- | ------------------------------------------------------------------------- | --------- |
| 1級                  | 1号  | 両耳の聴力レベルが100dB以上のもの                                         | 国年令    |
| 2級                  | 3号  | 両耳の聴力レベルが90dB以上のもの                                          | 国年令    |
| 2級                  | 3号  | 両耳の聴力レベルが80dB以上で、かつ、最良語音明瞭度が30%以下のもの         | 国年令    |
| 3級                  | 5号  | 両耳の聴力レベルが80dB以上のもの                                          | 厚年令第1 |
| 3級                  | 5号  | 両耳の聴力レベルが50dB以上80dB未満で、かつ、最良語音明瞭度が30%以下のもの | 厚年令第1 |
| 3級                  | 7号  | 両耳の聴力レベルが70dB以上のもの                                          | 厚年令第1 |
| 3級                  | 7号  | 両耳の聴力レベルが50dB以上、かつ、最良語音明瞭度が50%以下のもの           | 厚年令第1 |
| 3級または 障害手当金 | 9号  | 一耳の聴力レベルが90dB以上のもの                                          | 厚年令第2 |
| 3級または 障害手当金 | 10号 | 一耳の聴力レベルが80dB以上のもの                                          | 厚年令第2 |

### 労災保険法・労働安全衛生法
労働災害が原因で聴覚障害を負った場合に労働者災害補償保険法によって補償がなされることがある。国家公務員災害補償法及び地方公務員災害補償法に規定する公務災害の場合も同様である。雇用主は労働安全衛生法に基づき、騒音作業に従事する労働者の雇い入れ時と配置転換時および6ヶ月に1度の定期健康診断時に聴力検査を実施する。また、雇用主は常時騒音作業に従事する労働者に労働衛生教育を実施する義務を持つ。騒音作業に従事しない労働者に対しては雇い入れ時及び1年に1度の定期健康診断時に聴力検査を実施する。
| 障害等級 | 障害程度 | 解釈                                                  |
| -------- | --- | ----------------------------------------------------- |
| 4級      | 両耳の聴力を全く失ったもの | 両耳が90dB以上のもの                                  |
| 4級      | 両耳の聴力を全く失ったもの | 両耳が80dB以上で、かつ、最良語音明瞭度が30%以下のもの |
| 6級      | 両耳の聴力が耳に接しなければ大声を解することができない程度になったもの                                                                                  | 両耳が80dB以上のもの                                  |
| 6級      | 両耳の聴力が耳に接しなければ大声を解することができない程度になったもの                                                                                  | 両耳が50dB以上で、かつ、最良語音明瞭度が30%以下のもの |
| 6級      | 一耳の聴力を全く失い、他耳の聴力が40センチメートル以上の距離では普通の話声を解することができない程度になったもの                                        | 一耳が90dB以上で、かつ、他耳が70dB以上のもの          |
| 7級      | 両耳の聴力が40センチメートル以上の距離では普通の話声を解することができない程度になったもの                                                              | 両耳が70dB以上のもの                                  |
| 7級      | 両耳の聴力が40センチメートル以上の距離では普通の話声を解することができない程度になったもの                                                              | 両耳が50dB以上で、かつ、最良語音明瞭度が50%以下のもの |
| 7級      | 一耳の聴力を全く失い、他耳の聴力が1メートル以上の距離では普通の話声を解することができない程度になったもの                                               | 一耳が90dB以上で、かつ、他耳が60dB以上のもの          |
| 9級      | 両耳の聴力が1メートル以上の距離では普通の話声を解することができない程度になったもの                                                                     |                                                       |
| 9級      | 両耳の聴力が1メートル以上の距離では普通の話声を解することができない程度になったもの                                                                     | 両耳が60dB以上のもの                                  |
| 9級      | 両耳の聴力が1メートル以上の距離では普通の話声を解することができない程度になったもの                                                                     | 両耳が50dB以上で、かつ、最良語音明瞭度が70%以下のもの |
| 9級      | 一耳の聴力が耳に接しなければ大声を解することができない程度になり、他耳の聴力が1メートル以上の距離では普通の話声を解することが困難である程度になったもの | 一耳が80dB以上で、かつ、他耳が50dB以上のもの          |
| 9級      | 一耳の聴力を全く失ったもの | 一耳が90dB以上のもの                                  |
| 10級     | 両耳の聴力が1メートル以上の距離では普通の話声を解することが困難である程度になったもの                                                                   | 両耳が50dB以上のもの                                  |
| 10級     | 両耳の聴力が1メートル以上の距離では普通の話声を解することが困難である程度になったもの                                                                   | 両耳が40dB以上で、かつ、最良語音明瞭度が70%以下のもの |
| 10級     | 一耳の聴力が耳に接しなければ大声を解することができない程度になったもの                                                                                  | 一耳が80dB以上のもの                                  |
| 11級     | 両耳の聴力が1メートル以上の距離では小声を解することができない程度になったもの                                                                           | 両耳が40dB以上のもの                                  |
| 11級     | 一耳の聴力が40センチメートル以上の距離では普通の話声を解することができない程度になったもの                                                              | 一耳が70dB以上のもの                                  |
| 11級     | 一耳の聴力が40センチメートル以上の距離では普通の話声を解することができない程度になったもの                                                              | 一耳が50dB以上で、かつ、最良語音明瞭度が50%以下のもの |
| 14級     | 一耳の聴力が1メートル以上の距離では小声を解することができない程度になったもの                                                                           | 一耳が40dB以上のもの                                  |

### 身体障害者補助犬法
聴覚障害者の補助を行う聴導犬は、身体障害者補助犬法の適用を受ける。詳しくは「聴導犬」を参照。

### 道路交通法

#### 運転免許制度
日本では運転免許試験のうち、適性検査の合格基準に満たない補聴器等を装用せずに10メートルの距離から90dBの警音器の音が聞こえないものを道路交通法上の聴覚障害者としており、1973年以前は欠格事由に該当する者として聴覚障害者の運転免許取得が認められなかった。1973年から補聴器等を装用して10メートルの距離から90dBの警音器の音が聞こえる者に対して補聴器等を装用することを条件に第一種運転免許を交付するようになった。2008年より上記条件を満たせない重度の聴覚障害者の場合、特定後写鏡等（ワイドミラー及び補助ミラー）を装着した車両かつ聴覚障害者標識を表示する条件を付して普通自動車及び準中型自動車免許の交付が行われるようになった。聴覚障害者標識を表示すべき場合、身体障害者標識や国際シンボルマーク、高齢運転者標識などで代用することは認められていない。また、聴覚障害者標識を表示している場合であっても初心運転者標識の表示を省略することはできない。逆に特定後写鏡等条件が付されていない聴覚障害者が聴覚障害者標識を表示することに対する罰則は規定されていない。補聴器使用の条件が付された免許を取得している聴覚障害者が特定後写鏡等条件を追加する場合は、各都道府県の運転免許試験場で条件変更の審査（臨時適性検査）を受検し安全教育を修了する必要がある。2012年に原動機付自転車と小型特殊自動車、普通自動二輪車、大型自動二輪車の各免許区分の合格基準から聴力要件が撤廃され、当該免許区分に関しては補聴器等条件や特定後写鏡等条件が不要になった。2016年にはさらに規制緩和が進み、補聴器条件を付した上で第二種運転免許を交付されるようになった。

#### 聴覚障害者と杖
第14条第2項には、「目が見えない者以外の者（耳が聞こえない者及び政令で定める程度の身体の障害のある者を除く。）は、政令で定めるつえを携え、又は政令で定める用具を付けた犬を連れて道路を通行してはならない。」と定められている。

#### 道路交通法施行令
道路交通法で、耳が聞こえない者が携行する杖は、白色又は黄色とされており、形状や材質に関する定めは無い。

## 文化
聴覚障害のことを「耳が遠い」と表現することもある。また、日本の古文では「耳固し」と呼ぶこともあった。

## 用語「つんぼ」
日本では1970年代半ばになると差別表現に対する批判が多く寄せられるようになり、「つんぼ」という用語は、差別用語として「耳の不自由な人」に置き換えられるようになった。それらが含まれる過去の創作物では、該当部分を消去したり言い換えたり、公開や上演を自粛したりするなど、様々な対応がとられている（例：楽曲「買物ブギー」、「フェイカー・ホリック」、落語「八九升」、「始末の極意」など）。
「つんぼ」を含む熟語として「つんぼ桟敷」があるが、これも公開自粛や言い換えの措置が取られた例がある（例：楽曲「今はまだ人生を語らず」）。「聾長綱」などの人名や、「つんぼ石」などの地名など、そのまま用いられているものも存在する。

## 有名な言葉
- 「目が見えないことは人と物を切り離す。耳が聞こえないことは人と人を切り離す」（ドイツ語原文：Nicht sehen können, trennt von den Dingen, nicht hören können von den Menschen.[50]） - イマヌエル・カント[50]
  - この英語版（原文：Blindness cuts you off from things; deafness cuts you off from people.）はヘレン・ケラーの言葉としても知られる[50]。

- 「ろう者は聞くこと以外は何でもできる」（英語原文：Deaf people can do anything except hear.） - キング・ジョーダン

## 各国の聴覚障害者
- ルートヴィヒ・ヴァン・ベートーヴェン - ドイツの作曲家。
- コンスタンチン・ツィオルコフスキー - ソビエト連邦の科学者、ロケット研究者、数学教師。
- ベドルジハ・スメタナ - チェコの作曲家。
- ガブリエル・フォーレ - フランスの作曲家。
- ルイス・キャロル - 数学者、写真家、片耳中途失聴者。
- ヘレン・ケラー - 盲ろう者。
- トーマス・エジソン - アメリカの発明家、実業家。
- マーリー・マトリン - 女優
- エヴェリン・グレニー - スコットランドのパーカッション奏者・作曲家。
- ダミー・ホイ - 野球選手
- 忍足亜希子 - 女優
- 津田絵理奈 - 女優
- 大橋ひろえ - 女優、サインボーカル、ダンサー。
- 岡田絵里香 - 女優
- 泉宜秀 - 手話講師・脚本家・俳優。
- フジコ・ヘミング - ピアニスト、片耳中途失聴者。
- 石井裕也 - 野球選手。
- 的山哲也 - 元野球選手
- 今村彩子 - 映画監督
- 奥保鞏 - 軍人
- 今井礼夢 - プロレスラー。
- 篠原勝之 - 芸術家、タレント、片耳失聴者。嗅覚も障害を持つ。
- 矢神知樹 - 女子プロレスラー。
- 福島智 - 東京大学教授、盲ろう者。
- 木村晴美 - 手話教育者・手話研究者
- やなせたかし - 漫画家。アンパンマンなどで知られている。
- 小笠原恵子 - 女子プロボクサー。
- コロッケ - ものまねタレント、片耳中途失聴者。
- 浜崎あゆみ - 歌手、片耳中途失聴者。
- 山本譲二 - 歌手、片耳中途失聴者。
- 北川悦吏子 - 脚本家、片耳中途失聴者。
- 桑原亮子 - 脚本家
- いがらしみきお - 漫画家、幼少期より難聴。
- 宜保愛子 - 霊能者、作家
- 加藤歩（ザブングル）- お笑いタレント、片耳中途失聴者。[51]

## 符号位置
| 記号 | Unicode | JIS X 0213 | 文字参照            | 名称        |
| ---- | ------- | ---------- | ------------------- | ----------- |
| 🧏   | U+1F9CF | -          | &#x1F9CF; &#129487; | DEAF PERSON |

### 結合文字
| 記号 | Unicode                               | sequence        | 名称                                |
| ---- | ------------------------------------- | --------------- | ----------------------------------- |
| 🧏🏻   | U+1F9CF;U+1F3FB;                      | 🧏 🏻             | deaf person: light skin tone        |
| 🧏🏼   | U+1F9CF;U+1F3FC;                      | 🧏 🏼             | deaf person: medium-light skin tone |
| 🧏🏽   | U+1F9CF;U+1F3FD;                      | 🧏 🏽             | deaf person: medium skin tone       |
| 🧏🏾   | U+1F9CF;U+1F3FE;                      | 🧖 🏾             | deaf person: medium-dark skin tone  |
| 🧏🏿   | U+1F9CF;U+1F3FF;                      | 🧏 🏿             | deaf person: dark skin tone         |
| 🧏‍♂️   | U+1F9CF;U+200D;U+2642;U+FE0F;         | 🧏[ZWJ]♂[VS16]  | deaf man                            |
| 🧏🏻‍♂️   | U+1F9CF;U+1F3FB;U+200D;U+2642;U+FE0F; | 🧏 🏻[ZWJ]♂[VS16] | deaf man: light skin tone           |
| 🧏🏼‍♂️   | U+1F9CF;U+1F3FC;U+200D;U+2642;U+FE0F; | 🧏 🏼[ZWJ]♂[VS16] | deaf man: medium-light skin tone    |
| 🧏🏽‍♂️   | U+1F9CF;U+1F3FD;U+200D;U+2642;U+FE0F; | 🧏 🏽[ZWJ]♂[VS16] | deaf man: medium skin tone          |
| 🧏🏾‍♂️   | U+1F9CF;U+1F3FE;U+200D;U+2642;U+FE0F; | 🧏 🏾[ZWJ]♂[VS16] | deaf man: medium-dark skin tone     |
| 🧏🏿‍♂️   | U+1F9CF;U+1F3FF;U+200D;U+2642;U+FE0F; | 🧏 🏿[ZWJ]♂[VS16] | deaf man: dark skin tone            |
| 🧏‍♀️   | U+1F9CF;U+200D;U+2640;U+FE0F;         | 🧏[ZWJ]♀[VS16]  | deaf woman                          |
| 🧏🏻‍♀️   | U+1F9CF;U+1F3FB;U+200D;U+2640;U+FE0F; | 🧏 🏻[ZWJ]♀[VS16] | deaf woman: light skin tone         |
| 🧏🏼‍♀️   | U+1F9CF;U+1F3FC;U+200D;U+2640;U+FE0F; | 🧏 🏼[ZWJ]♀[VS16] | deaf woman: medium-light skin tone  |
| 🧏🏽‍♀️   | U+1F9CF;U+1F3FD;U+200D;U+2640;U+FE0F; | 🧏 🏽[ZWJ]♀[VS16] | deaf woman: medium skin tone        |
| 🧏🏾‍♀️   | U+1F9CF;U+1F3FE;U+200D;U+2640;U+FE0F; | 🧏 🏾[ZWJ]♀[VS16] | deaf woman: medium-dark skin tone   |
| 🧏🏿‍♀️   | U+1F9CF;U+1F3FF;U+200D;U+2640;U+FE0F; | 🧏 🏿[ZWJ]♀[VS16] | deaf woman: dark skin tone          |

- ZWJは、ゼロ幅接合子で、符号を接合し、新たな表示文字を作成する指定。
- VS16は、異体字セレクタ16で、符号を絵文字スタイルにする指定。